# Karma Revero
La Karma Revero est une berline de luxe électrique ou hybride rechargeable à prolongateur d'autonomie, et la première voiture du constructeur automobile américain Karma Automotive. Elle est commercialisée depuis mai 2017.En 2018, le "Green Car Journal" , lui a décerné le prix de "Green Luxury Car of the Year award "

## Présentation
La Karma Revero est une berline 4 portes et 4 places, à propulsion électrique. Au lancement du modèle, la batterie est alimentée par un moteur thermique servant uniquement de prolongateur d'autonomie électrique, puis dans un second temps la version GTE est entièrement électrique.
Son design doit beaucoup à la Fisker Karma, bien qu'elle ait été redessinée par les équipes de Karma Automotive en Californie. La multinationale chinoise Wanxiang, actionnaire de Karma, a racheté la marque et l'outillage de Fisker en 2014.
La production de cette voiture a été déplacée de la Finlande (usine Valmet automotive) vers une toute nouvelle usine en Californie à Moreno Valley où elle a été remaniée et reconfigurée. Depuis, la Revero est entièrement construite en Californie.

### La Revero
La Revero est présentée le 8 septembre 2016 à Laguna Beach, en Californie. Cette édition est motorisée par deux moteurs électriques et par un moteur thermique quatre cylindres turbo de 2 litres servant de générateur électrique. Le moteur thermique alimente une batterie lithium-ion d'une capacité énergétique de 21,4 kWh qui lui confère avec le générateur, une autonomie totale de 500 km et 80 km sans générateur. La synergie entre les moteurs électriques et le générateur thermique génère une puissance de plus de 400 ch et un couple de 1 300 N m.
Cette édition de la Revero est aussi équipée d’un panneau solaire sur le toit, lequel fournit une recharge supplémentaire à la batterie lithium-ion. En mode de conduite "hill" l'effet frein moteur permet également une certaine recharge de la batterie.

### Revero GTS
Karma Automotive présente la version GTS de sa berline au Salon automobile de Shanghai le 18 avril 2019, où la partie avant est totalement redessinée. La version de série est présentée au salon de Los Angeles 2019.
Celle-ci est équipée d'un moteur BMW 3-cylindres 1,5 L TwinPower Turbo, équipant aussi la BMW i8, servant de prolongateur d'autonomie électrique associé à une batterie lithium-ion de 28 kWh. L'ensemble motopropulseur fournit 542 ch et un couple de 745 N m.

### Revero GTE
La GTE est la version électrique de la Revero. Elle est disponible avec deux choix de capacité de batterie : 75 kWh pour 320 km d’autonomie et 100 kWh pour 480 km d’autonomie.

## Caractéristiques techniques
Pour la version équipée d’un générateur thermique, prolongateur d’autonomie électrique, celui-ci peut recharger la batterie lithium ion (mode sustain) qui elle-même alimente les moteurs électriques. Mais en mode « Sport », le générateur thermique alimente directement les moteurs électriques et la batterie le supplée dans cet exercice pour fournir le maximum de puissance. En mode « stealth » seule la batterie lithium-ion alimente les moteurs électriques. Quant à la version GTE de la Revero, celle-ci est totalement électrique, il n’y a donc pas de générateur thermique.

### Motorisation
|                                                      | Revero                                               | Revero GTS                         |
| ---------------------------------------------------- | ---------------------------------------------------- | ---------------------------------- |
| Moteur thermique                                     | 4-cylindres en ligne 2,0 litres, Turbo Ecotec (Opel) | 3-cylindres 1,5 litre, Turbo (BMW) |
| Cylindrée                                            | 1 998 cm3                                            | 1 498 cm3                          |
| Puissance moteur thermique                           | 235 ch                                               |                                    |
| Puissance moteur électrique                          |                                                      |                                    |
| Puissance maximale cumulée                           | 403 ch                                               | 536 ch                             |
| Couple maximum                                       | 1 300 N m                                            | 746 N m                            |
| Capacité de la batterie                              | 21,4 kWh                                             | 28 kWh                             |
| Temps de recharge sur une borne                      | 24 minutes (à 80%)                                   |                                    |
| Temps de recharge sur une prise domestique (Wallbox) | 3 heures                                             |                                    |
| Autonomie sur batterie                               | 80 km                                                | 80 km                              |
| Autonomie maximale                                   | 500 km                                               | 580 km                             |
| Poids                                                | 2 452 kg                                             | 2 290 kg                           |
| Vitesse                                              | 200 km/h                                             | 210 km/h                           |
| Accélération 0 à 100 km/h                            | 5,1 s                                                | 3,9 s                              |